# Confessions of an Heiress
Confessions of an Heiress: A Tongue-in-Chic Peek Behind the Pose ist ein Buch, welches von Paris Hilton und Merle Ginsberg geschrieben wurde. Im Jahre 2004 wurde das Buch erstmals veröffentlicht. Es enthält viele Fotografien von Hilton und gibt einen Rückblick auf ihr bisheriges Leben: den Weg zum milliardenschweren Star. Hilton bekam 100.000 $ als Prämie. Das Buch wurde von Robert Mundell bei der The Late Show with David Letterman parodiert. Das Buch wurde ein New York Times Bestseller.